# Luka Sučić
Luka Sučić (* 8. September 2002 in Linz, Österreich) ist ein kroatischer Fußballspieler.

## Karriere

### Vereine
Sučić begann seine Karriere beim SV Alkoven. Zur Saison 2012/13 wechselte er in die Jugend der Union Edelweiß Linz. Im Februar 2016 kam er in die Akademie des FC Red Bull Salzburg.
Im September 2018 stand er gegen den SC Austria Lustenau erstmals im Kader des Farmteams FC Liefering, kam jedoch nicht zum Einsatz. Im Juli 2019 wurde sein Vertrag bei Salzburg bis Mai 2022 verlängert.
Im September 2019 spielte er erstmals für die U-19-Mannschaft der Salzburger in der UEFA Youth League. Im selben Monat gab er schließlich auch sein Debüt für Liefering in der 2. Liga, als er am siebten Spieltag der Saison 2019/20 gegen den FC Dornbirn 1913 in der Startelf stand und in der 77. Minute durch Jung-Min Kim ersetzt wurde.
Im Juli 2020 wurde sein Vertrag erneut vorzeitig verlängert, diesmal bis Juni 2024. Im September 2020 spielte er gegen Schwarz-Weiß Bregenz im ÖFB-Cup erstmals für die erste Mannschaft und erzielte beim 10:0-Sieg auch sein erstes Tor. Im selben Monat debütierte er gegen den Wolfsberger AC auch in der Bundesliga. Insgesamt kam er für Salzburg zu 83 Bundesligaeinsätzen, in denen er zwölf Tore erzielte. Mit den Bullen wurde er zwischen 2021 und 2023 dreimal Meister, 2021 und 2022 zudem Cupsieger.
Im August 2024 verließ Sučić Salzburg nach acht Jahren und wechselte nach Spanien zu Real Sociedad San Sebastián.

### Nationalmannschaft
Sučić spielte im April 2017 erstmals für eine kroatische Jugendnationalauswahl. Im August 2018 debütierte er gegen Ungarn für die U-17-Auswahl. Im Oktober 2019 kam er zu drei Einsätzen im U-19-Team.
Am 2. September 2021 debütierte er im EM-Qualifikationsspiel gegen Aserbaidschan in kroatischen U-21-Nationalmannschaft und erzielte den Treffer zum 1:0 beim 2:0-Sieg der Kroaten. Im Oktober 2021 wurde er erstmals für die A-Nationalmannschaft nominiert. Sein Debüt im Nationalteam gab er im selben Monat in der WM-Qualifikation gegen die Slowakei. 2022 wurde er in den kroatischen Kader für die WM berufen. Beim Turnier kam er allerdings nicht zum Einsatz, Kroatien wurde Dritter.
2024 wurde er dann auch in der Kader der Kroaten für die EM nominiert.

## Erfolge
- Österreichischer Meister: 2021, 2022, 2023
- Österreichischer Cupsieger: 2021, 2022

## Persönliches
Sučićs Vorfahren stammen aus Bugojno in Bosnien und Herzegowina, wobei er in Linz geboren wurde. Seine Eltern sind in den 1990er-Jahren nach Alkoven gezogen. Sučićs Cousin, Petar Sučić, ist ebenfalls professioneller Fußballspieler.